# Crassispira trencarti
Crassispira trencarti is een slakkensoort uit de familie van de Pseudomelatomidae. De wetenschappelijke naam van de soort is voor het eerst geldig gepubliceerd in 2009 door Ryall, Horro & Rolán.